# Cuộc tấn công Rif Dimashq (2018)
Cuộc tấn công Rif Dimashq (tháng 2 năm 2018 đến nay), có tên gọi Chiến dịch Thép Damascus, là một cuộc tấn công quân sự của quân đội Ả Rập Syria (SAA) vào tháng 2 năm 2018 nhằm giành được vùng ngoại ô phía đông Ghouta. Đông Ghouta, nhóm các thị trấn và trang trại, đã bị bao vây bởi chính phủ kể từ năm 2013 và đã là một pháo đài nổi dậy chính trong vùng phụ cận của thủ đô Damascus. Liên Hợp Quốc cho biết gần 400.000 người sống ở Đông Ghouta.

## Bối cảnh
Với phần lớn các vùng ngoại thành của Damascus bị chính phủ Syria bắt tay vào tháng 2 năm 2018, họ muốn trục xuất các nhóm vũ trang vũ trang có vũ trang từ vùng nông thôn gần thủ đô. Những người theo chủ nghĩa Hồi giáo cực đoan đã tiếp nhận khu vực từ những người nổi dậy trong năm 2012 và khu vực này đã bị bao vây bởi các lực lượng ủng hộ chính phủ từ năm 2013.
Theo Cơ quan quan sát Syria về Nhân quyền, các lực lượng Syria bắt đầu bắn phá và bắn phá khu vực này vào đầu tháng 2 sau khi các cuộc đàm phán hòa bình do Nga làm trung gian đã thất bại, giết chết 200 người vào ngày 8 tháng Hai. Họ lại bắt đầu bắn phá nó vào ngày 18 tháng 2, và làm như vậy trong tám ngày liên tiếp trước khi bắt đầu tấn công mặt đất.
Nhóm lớn nhất trong khu vực là Jaysh al-Islam liên kết với quân đội Syria tự do. Hay'at Tahrir al-Sham cũng là một trong số nhiều nhóm đối lập Syri kiểm soát một số khu vực. Failaq al-Rahman là một trong hai phe chính trong khu vực cùng với Jaish al-Islam.